# 卡萝尔·劳伦斯
卡萝尔·劳伦斯（英語：Carol Lawrence，1932年9月5日—），女，美国演员。曾获得速食布丁年度风云女性奖。